# 經驗長
經驗長（英文：Chief Experience Officer；縮寫：CXO），是企業中一個以完整的使用者經驗（UX）為主體，並為使用者介面（包含消費者、市場、社群、公司內部與人力資源協調以及投資者協調等）做完整的產品與服務規劃策略而負責的主管。

## 職稱認知
舊時代的觀點較分歧，2003年，在網際網路的巨大衝擊下，像經驗長這樣的頭銜如雨後春筍般的湧出。
在2012年的刊物中「顧客長」（Chief Customer Officer，30%）、「客戶長」 （Chief Client Officer，15%）都遠比「經驗長」（10%）要來的廣為流傳，而另外45%則使用其他名稱。
2008年，沃頓商學院則稱這種角色的擴散現象為企業高管的“頭銜膨脹”。2000年，赫曼（Herman）與吉歐拉（Giola）在《未來主義》（The Futurist）文章中也提出警告這種職位頭銜的發明所造成的危險副作用。2013年，《紐約時報》討論這個經驗長的角色時，提及了這些被麥迪遜大道的公司所創設的一連串非正統與怪誕的名詞，主要目的在於標示廣告主或廣告媒體對市場與媒體現象的快速改變之體認，透過測試並認證的新潮名詞而來來去去。
近年來的認知較一致，如2021年Indeed指出，CXO是協助企業聚焦策略，並增進客戶體驗的最佳推手。

## 責任
在《UX雜誌》的報導中，李斯·休伯特（Lis Hubert）闡述企業採用CXO的目的主要是「在企業高階主管中有人可以擔任策劃與長期關注使用者角度、企業立場及科技發展全面性考量的角色。
作者克勞蒂亞·費雪（Claudia Fisher）與克莉絲汀·瓦拉斯特（Christine Vallaster）也提出無論是CXO或行銷長（Chief Marketing Officer），都是「一個組織以品牌作為策略發展」的一個好主意。

### 在醫療保健領域
霍沃德·拉金（Howard Larkin）表示在醫療保健方面，經驗長必須「對於確保在複雜的傳送系統中能持續地在各方面符合基本的病患與人類需求而負責」，也同時被稱為「臨床經驗任務的執行操作」。